# Betharga lycoides
Betharga lycoides är en fjärilsart som beskrevs av Walker 1865. Betharga lycoides ingår i släktet Betharga och familjen spinnmalar. Inga underarter finns listade i Catalogue of Life.